# 第一でナイト
第一でナイト（だいいちでないと）は、第一生命のCMに登場する看板キャラクターである。初代ナイトに扮したのは田中麗奈、2代目ナイトは石原さとみ。3代目は滝沢秀明が務めていた。
「生涯設計を考えるなら、第一生命でなければ」という意味が込められている。

## 設定とキャスト
1999年夏にオンエアされた第一生命の新商品「堂堂人生」のテレビCMで田中麗奈の初代・第一でナイトが登場。ネーミングは「保険会社を選ぶなら、第一（生命）でナイト!」に由来。「リボンの騎士」のようなスタイルで活躍し、「ひろめナイト!」「伝えナイト!」といったナイト言葉をキメ台詞とする。2004年春までの初代「第一でナイト」ファミリーは、ナイト＝田中麗奈、キング＝鹿賀丈史、クィーン＝萬田久子。2004年秋から登場の2代目ファミリーは、ナイト＝石原さとみ、キング＝伊武雅刀、クィーン＝真矢みき。敵役のシッペイ大魔王（宝田明）、親孝行の羊飼いハンス（松田洋治）、居酒屋の妄想サラリーマン（ドランクドラゴン）、人生を考えるお客（阿部寛）、人生に自問自答するお客（津田寛治）ほかゲスト出演者も多彩。生保各社のCMのなかでは唯一のロングランシリーズになっている。
2008年秋から新シリーズが始まり、ナイト役には新たに滝沢秀明が務める事となり、初の男性が演じるナイトとなる。
「ブレーン」によれば、「第一でナイト」を発案したのは電通のクリエーティブ・ディレクターで映画評論家の樋口尚文。「キネマ旬報」での樋口の文章中に、「千年女優」「パーフェクトブルー」の今敏監督とマッドハウスが制作し、タケカワユキヒデの唄う「第一でナイト・愛のテーマ」が流れるアニメ版「第一でナイト」CMの存在が記されているが、未放映のもよう。